# Warner R-550
Il Warner R-550 Super Scarab 185, o Warner Super Scarab SS-50A, era un motore aeronautico radiale a 7 cilindri prodotto dall'azienda statunitense Warner Aircraft Corporation dal 1933.
Analogamente alla denominazione militare assegnata ai propulsori di produzione statunitense, il Super Scarab acquisì la denominazione R-550 in base alla cilindrata espressa in pollici cubi.

## Tecnica
Come altri motori radiali simili dell'epoca, l'R-550 era caratterizzato dalla presenza di 7 cilindri posizionati su una singola fila, dotati di alettatura per il raffreddamento tramite l'aria che proveniva dal moto dell'elica e del velivolo. La distribuzione adottata era la classica a valvole in testa (OHV) a 2 valvole per cilindro.
Per l'installazione sull'elicottero Sikorsky R-4, data la collocazione all'interno della struttura, si dovette ricorrere ad un sistema che convogliava l'aria forzata necessaria per evitare problemi di surriscaldamento.

## Versioni
- R-550-1 : prima versione da 185 hp (138 kW)
- R-550-3 : sviluppo della precedente versione accreditata di 200 hp (149 kW)

## Velivoli utilizzatori
Stati Uniti
- Sikorsky R-4 (elicottero)